# Arctonasua
Arctonasua — вимерлий рід хижих ссавців з родини ракунових. Він жив у Північній Америці приблизно 16.0–4.9 Ma.

## Види
- A. eurybates Baskin, 1982 — Sioux County, Nebraska, оцінений вік: ~10.5 Ma.
- A. floridana Baskin, 1982 — Alachua County, Florida, оцінений вік: ~11.5 Ma.
- A. fricki Baskin, 1982 — Texas County, Oklahoma, оцінений вік: ~8.4 Ma.
- A. gracilis Baskin, 1982 — Brown County, Nebraska та San Jacinto County, Texas, оцінений вік: ~8.4 Ma.
- A minima Baskin, 1982 — Dawes County, Nebraska, оцінений вік: ~17.1 Ma.